# HD 214203
HD 214203，又名BD+10 4781，SAO 108036、HR 8605，是一颗恒星，视星等为6.4，位于銀經78.37，銀緯-39.24，其B1900.0坐标为赤經22h 31m 38.9s，赤緯+11° -39.24′ 42″。